# Трикош Сергій Валерійович
Сергій Валерійович Трикош (нар. 12 жовтня 1998) — український футболіст, півзахисник луцької «Волині».

## Клубна кар'єра
Сергій Трикош є вихованцем володимир-волинського футбольного клубу БРВ-ВІК, пізніше продовжував вдосконалення своєї футбольної майстерності в ДЮСШ луцької «Волині». Від 2015 року став гравцем молодіжного складу лучан, дебютував у дублі команди 17 жовтня 2015 року з клубом «Олександрія». У головній команді «Волині» у Прем'єр-лізі Трикош дебютував 20 травня 2017 року в матчі проти кропивницької «Зірки», замінивши на 76 хвилині Євгена Котюна. У луцькій команді грав до кінця 2017 року, пізніше перейшовши до складу аматорської команди «Рочин». У 2018 році грав за нижчоліговий польський футбольний клуб «Спарта» (Бродниця). Пізніше Сергій Трикош грав за аматорські українські клуби ОДЕК, «Боратин» і «Нива» (Теребовля).